# Charles Bernhard Heyd
Pour les articles homonymes, voir Heyd.
Charles Bernhard Heyd (23 février 1842-16 septembre 1929) est un homme politique canadien de l'Ontario. Il est député fédéral libéral de la circonscription ontarienne de Brant-Sud à partir d'une élection partielle en 1897 à 1904.

## Biographie
Né à Rochester dans l'État de New York, Heyd naît d'un père d'origine suisse et travaillant comme charpentier avant de s'établir à Brantford dans le Canada-Est en 1854. Après avoir travaillé dans les chemins de fer, son père ouvre une épicerie dans laquelle Charles travaille par la suite. Il travaille également comme directeur de la Royal Loan and Savings Company et pour la Brantford Young Ladies' College.
Heyd entame une carrière politique en tant qu'échevin siégeant au conseil municipal de Brantford pendant cinq ans avant de servir comme maire en 1886 et de 1888 à 1889.
Élu à la suite d'une élection partielle en 1897, il est réélu en 1900. Il est défait par une marge de 15 votes lors des élections de 1904 dans Brantford.